# Albánská kuchyně
Albánská kuchyně je národní kuchyní albánského lidu. Tedy středomořská, ovlivněná mnoha jinými kuchyněmi, včetně italské, řecké a turecké. Vyznačuje se používáním středomořských bylin, jakými je oregano, máta, bazalka, rozmarýn a další, ale také chilli papriček a česneku, to vše při vaření a úpravě masa i ryb. Zelenina se používá v téměř každém jídle.
Zásadním jídlem Albánců je oběd, který se obvykle skládá z gjellë (guláš), hlavní chod z masa, pomalu vařeného s různými druhy zeleniny. K tomu salát z čerstvé zeleniny, jako jsou rajčata, okurky, zelené papriky a olivy. Salát je ochucen solí, olivovým olejem, octem, nebo citronovou šťávou.
V horách je častým pokrmem uzené maso s nakládanou zeleninou. Zvířecí orgány jsou také v kuchyni používány; střeva a hlavy, kromě jiného, jsou považovány za lahůdku. Mléčné výrobky jsou nedílnou součástí kuchyně, obvykle doprovázeny všudypřítomným chlebem a alkoholickými nápoji, jako je např. Raki. Mořské plody jsou běžné v pobřežních městech, jako Durrës, Vlorë, Shkodër a Sarandë.

## Předkrmy
- Chléb pšeničný (Bukë gruri), nebo kukuřičný (Bukë misri) jsou všudypřítomné na albánském stole. Odtud výraz "najíst se" (albánsky: për të ngrënë bukë) lze přeložit jako "jít jíst chléb". Slovo 'chléb' je také použito v albánském rčení "chléb, sůl, a srdce" (Alb.: bukë, kripë e zemër).
- Kuřecí játra - (mëlci pule)
- Baba ganuš
- Dolma - (Japrak)
- Panaret - populární mezi Arbereši
- Plněné papriky - zelené papriky plněné rýží, masem, další zeleninou a bylinami
- Kysané zelí - (Turshi lakre)
- Smažené sardinky s citronem - (Sardele me Limon)
- Meze - tácy s pršutem, salámem a sýrem feta, s kapiemi nebo zelenými olivami, marinované v olivovém oleji s česnekem, nebo cibulí
- Papare - zbytky chleba vařené ve vodě, vejce, máslo, a Gjize (slaný tvaroh)
- Chléb se sýrem - (Buk me djath)

## Maso

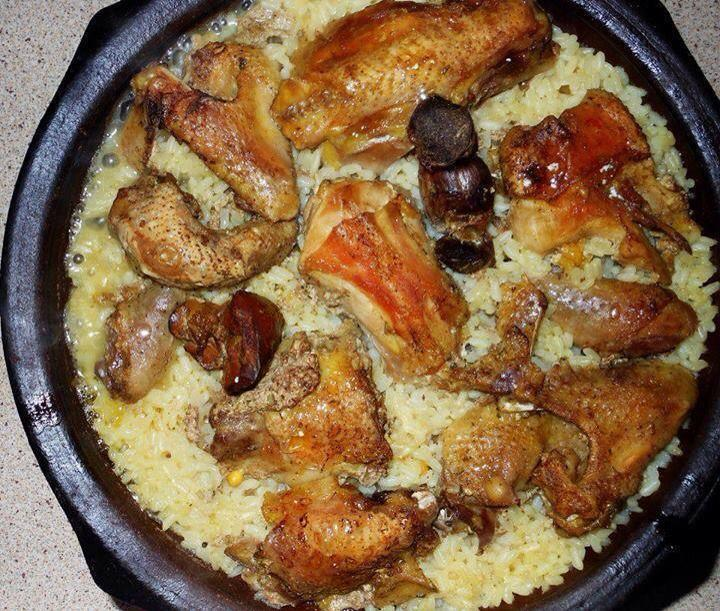
Tradiční pokrm z regionu Hasi.

- Tavë kosi - pečené jehněčí s jogurtem
- telecí nebo kuřecí s vlašskými ořechy[1]
- Tiranský Fërgesë s telecím (viz též sataraš)
- Masové kuličky nebo Qofte të fërguara.
- Pršut
- gjiri gic pečené sele
- Kolloface Korçe
- Telecí a měsíční fazole
- Harapash - polenta s jehněčími střevy, máslo, sýr a kukuřičná mouka
- Paçe - oblíbené tradiční jídlo v celé Albánii. Paçe se dělá z ovčí či prasečí hlavy, vařené tak dlouho, dokud maso nejde snadno oddělit. Poté je dušeno na česneku, cibuli, černém pepři a octu. Někdy je přidávána trocha mouky k zahuštění. Je to vydatný, zahřívající pokrm.

## Saláty

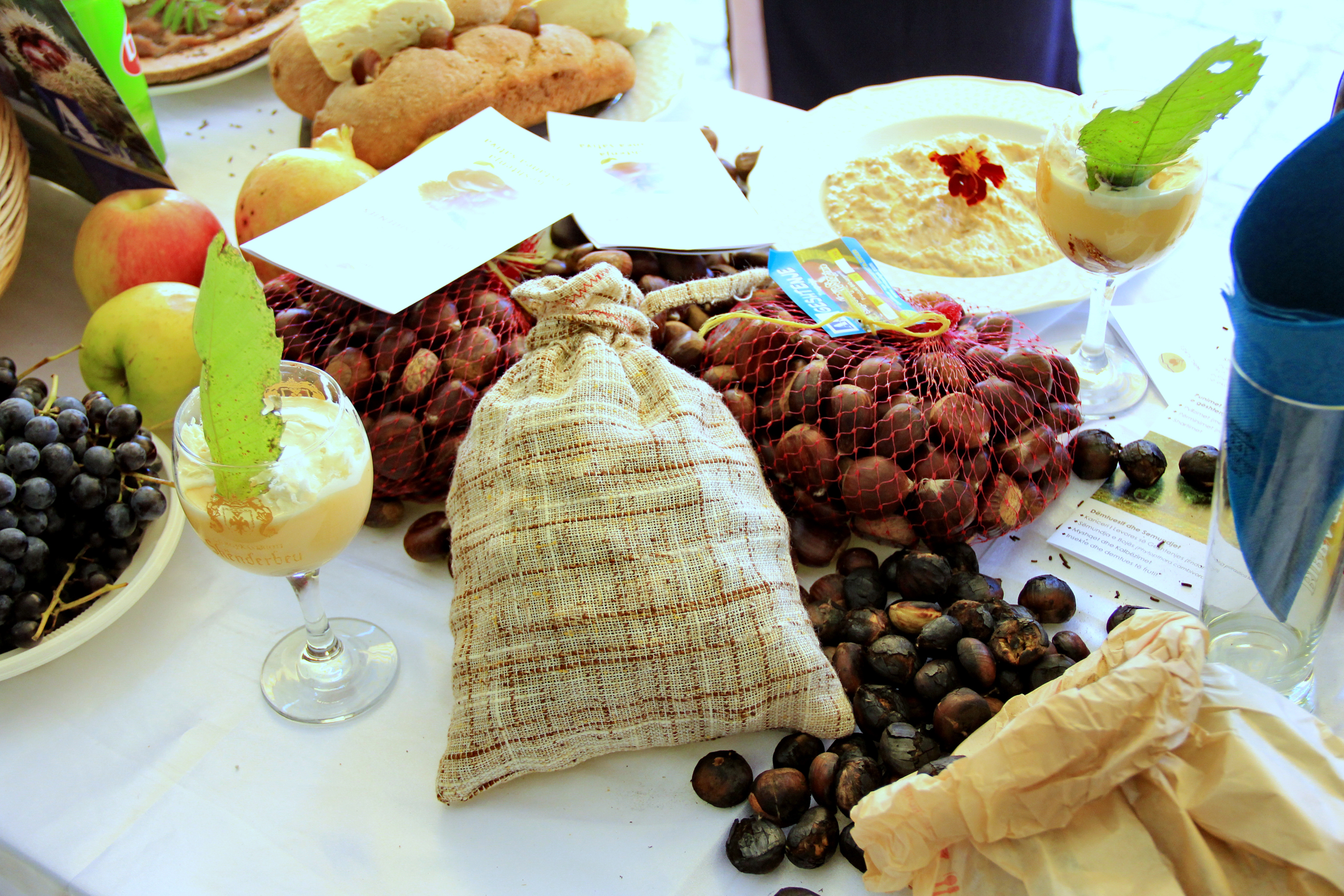
Kaštany jsou hojně pěstovány po celé Albánii.

- Albánský bramborový salát
- Albánský míchaný salát
- Fazolový salát
- Zelný salát
- Rajčatový a pepřový salát

## Polévky
- Fazolová polévka Jahni
- Polévka z brambor a zelí
- Polévka s citronem
- Groshët, oblíbený mezi Arbereshe
- Tarator
- Trahana

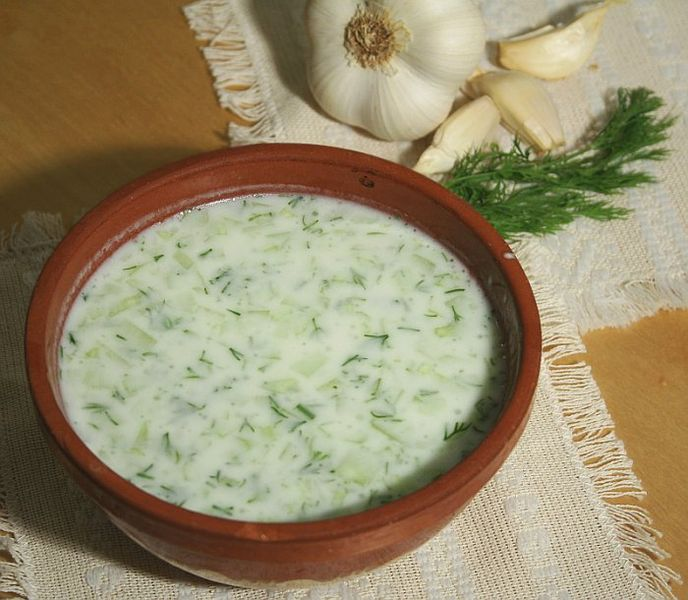
Tarator je nápoj z chlazeného jogurtu a okurky a je populární v letních měsících.

- Shqeto je polévka z Lunxhëri z oblasti Gjirokaster

## Ryby
- V troubě pečený pstruh (nebo Ohridský pstruh), s cibulí a rajčaty
- Pečená treska, kapr, parmice nebo úhoř, s olivovým olejem a česnekem

## Zelenina
- Japrak (v Srbsku známý jako Sarma a na jihovýchodě Černé Hory známý jako Japrak) — typ pokrmů z plněné zeleniny
- Pečený pórek
- Fërgesë z Tirany s paprikou
- Papriky plněné rýží, masem a zeleninou
- Plněné lilky se sýrem

## Koláče

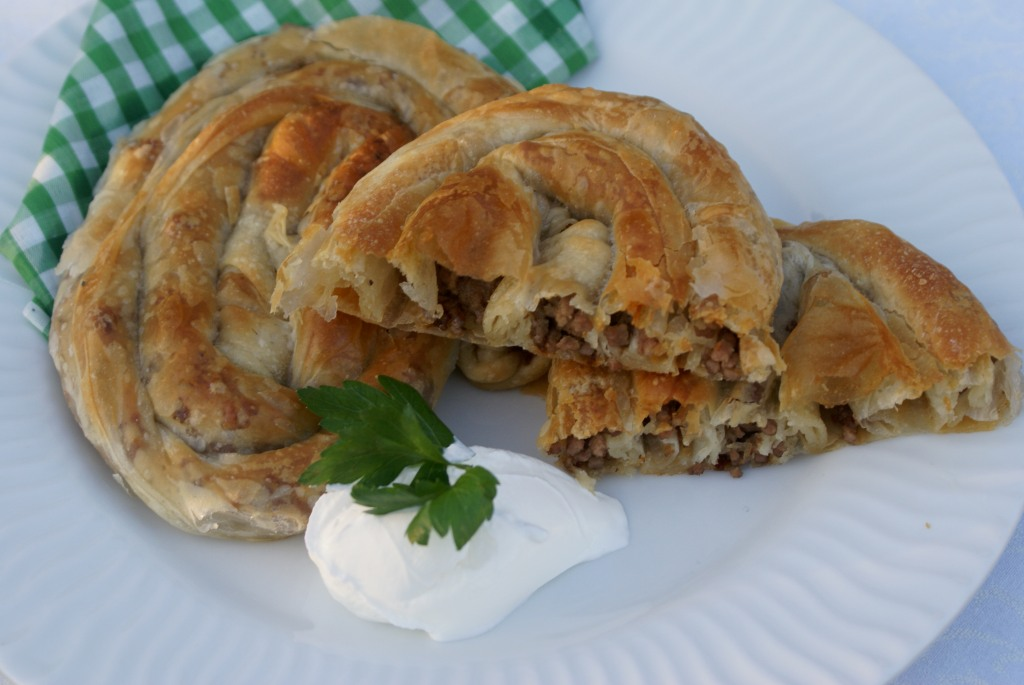
Albánský byrek

- Byrek — albánský zeleninový koláč; může také obsahovat sýr feta, špenát, zelí, rajčata, nebo maso; je to vrstvený koláč z těsta filo. Jiná verze náplně se podává jako náplň do "pite" nebo "pita".
- Kungullur — z vrstev těsta, plněné kaší z dýně, máslo, sůl nebo cukr
- Bakllasarëm — tradiční jídlo, připravované v Kosovu a Albánii: je to vrstvený koláč, také známý jako "pite" nebo "pita" (Byrek), bez náplně, potřený jogurtem a česnekem, a poté znovu pečený. Podává se k obědu.
- Flia — tradiční jídlo, připravované v Kosovu a Albánii.
- Qumeshtore
- Pepeq
- Shaprak
- Qollopita
- Lakruar - podobný burku, avšak je složen z vrstev filo těsta, s cibulí, olivovým olejem a vejci. Je to specialita jižních regionů v Lunxheri.

## Zákusky
Cukrárny jsou přítomny v každém albánském městě. Nejběžnější albánské dezerty se připravují po celém Balkáně:
- Hallvë
- Revani me sherbet
- Hasude (Revani me niseshte)
- Tambëloriz
- Shëndetlie me mjaltë
- Kabuni
- Kanojët, také známý jako Cannoli
- Qumështor
- Krem Karamel
- Tollumba — smažené kousky těsta v sirupu
- Gliko a ovocné džemy
- Pandispan - piškot
- Të plotit
- Dhiple
- Bakllava
- Sunxhuk Mjalte me ara
- Karkanaqe (Biskota te Shkrifeta)
- Llokume

## Nápoje
Sodovka je jedním z nejvíce konzumovaných nealkoholických nápojů v Albánii. Nejznámější značka Glina pochází z pramene stejného jména. Další běžné nápoje zahrnují:
- Çaj Mali (horský čaj) - čaj z hojníku
- Bozzë
- Dhallë - podmáslí
- Pivo
- Víno
- Raki
- Koňak